# Sint-Stefanuskerk (Waha)
De Sint-Stefanuskerk (Frans: Église Saint-Étienne) is een katholieke parochiekerk in het tot Marche-en-Famenne behorende dorp Waha in de Belgische provincie Luxemburg. Ze behoort tot het bisdom Namen en is gewijd aan de heilige Stefanus. De architectuur is romaans in de Maaslandse variant. Het gebouw verkreeg in 1941 erfgoedbescherming en is in 2013 op de lijst van het uitzonderlijk onroerend erfgoed van Wallonië geplaatst. 

## Situering
Waha ligt op een flank van de kalkrug Calestienne. De kerk ligt op een hoogte midden het dorp in een ommuurd kerkhof met oude graven. Schuin voor de ingang staat een eeuwenoude linde.

## Geschiedenis

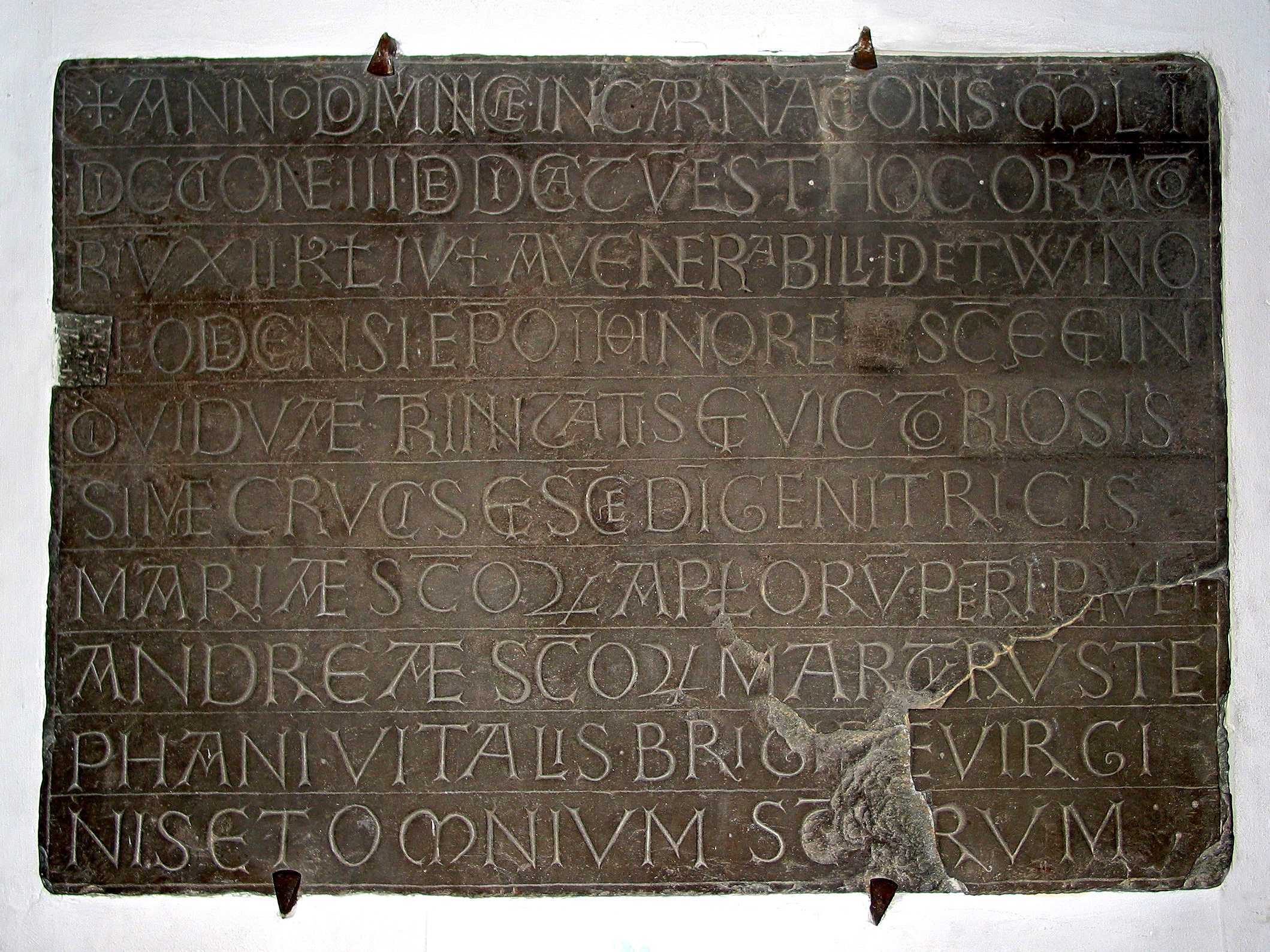
Inwijdingssteen van 1050

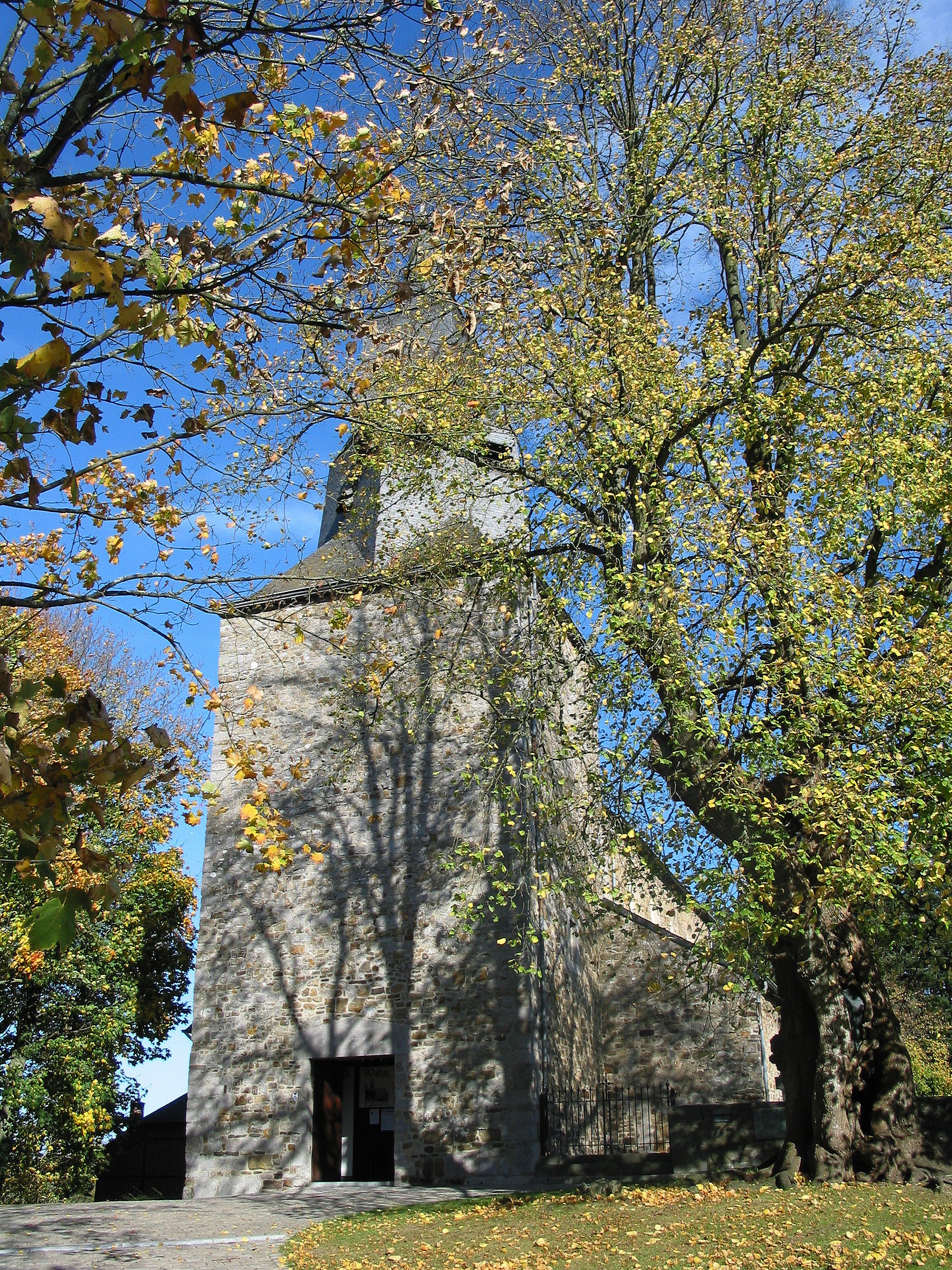
Hoofdingang met rechts de lindeboom

De kerk is een van de oudste van België en heeft haar primitieve uitzicht grotendeels behouden. Dankzij een gedenksteen weten we dat ze op 20 juni 1050 is ingewijd door de Luikse prinsbisschop Theoduinus. Toch bestaat er debat over de vroegste toestand. Preromaanse elementen suggereren een vroegste bouwfase in de 10e eeuw, maar het is niet duidelijk of dit al dan niet een religieus gebouw betrof. Misschien was het een civiele constructie van graaf Immon of van de heren van Waha. De huidige romaanse opstand wordt meestal in de 11e eeuw gesitueerd (al is ook een latere datering in 1201-1210 voorgesteld). Het blijft een open vraag of het in 1050 ingewijde oratorium betrekking had op de vroegste bouwfase, dan wel op de huidige opstand. 
Vermoedelijk was de Sint-Stafanuskerk initieel geen parochiekerk, want die rol werd vervuld door de honderd meter verderop gelegen Sint-Maartenskerk (afgebroken begin 19e eeuw). Mogelijk was de Sint-Stefanuskerk eerst een kapel van de heren van Waha en hebben zij ook het kleine kapittel van kanunniken geïnstalleerd. Maar over het bestaan daarvan is er pas vanaf 1203 zekerheid. 
De klokkentoren is wellicht rond 1200 toegevoegd. In de torenbasis is nog een eerdere constructie herkenbaar, vermoedelijk een voorportaal of tribune. De originele torenspits is volgens een jaartal in een balk te dateren in 1574. In 1627 brak de spits af en viel hij door het schip. Dit was het sein om het vervallen kerkgebouw grondig aan te pakken. Uit de 17e eeuw dateren de plafonds en er werd een barok hoofdaltaar geplaatst.
Tegen de 19e eeuw was er opnieuw verval ingetreden. Renovaties werden ondernomen in de jaren 1830 en in de oksel van de zuidelijke zijbeuk en het koor werd een sacristie aangebouwd. De noordelijke oksel werd in 1859 gevuld door de grafkapel van de familie Lejeune. In 1865-'66 werd de klokkentoren doorbroken om een toegangspoort in te richten, waardoor de deuren links en rechts van de toren weer vensters konden worden. 
De kerk onderging 1951 een restauratie onder leiding van Roger Bastin en Jacques Dupuis, waarbij vooral de daken en de toren werden aangepakt. Een tweede restauratie door Bastin in 1957-'62 herstelde het interieur in de romaanse toestand: het barokaltaar werd verwijderd, de arcades van het koor werden weer zichtbaar gemaakt en dichtgemaakte vensters werden hersteld. De toegangspoort werd in romaniserende stijl verbouwd en het koor kreeg moderne glas-in-loodramen. Tegelijk werd archeologisch en bouwkundig onderzoek verricht door de Nationale Dienst voor Opgravingen. Jozef Mertens leidde campagnes in juni 1956, mei-juni 1957 en december 1961.
Een opgemerkte ingreep vond plaats begin 21e eeuw. Onder impuls van burgemeester André Bouchat liet Jean-Michel Folon zich overtuigen om zestien brandglasramen te maken voor de kerk (2003-2005). Hij voltooide ze vlak voor zijn dood maar maakte de inhuldiging niet meer mee.

## Architectuur

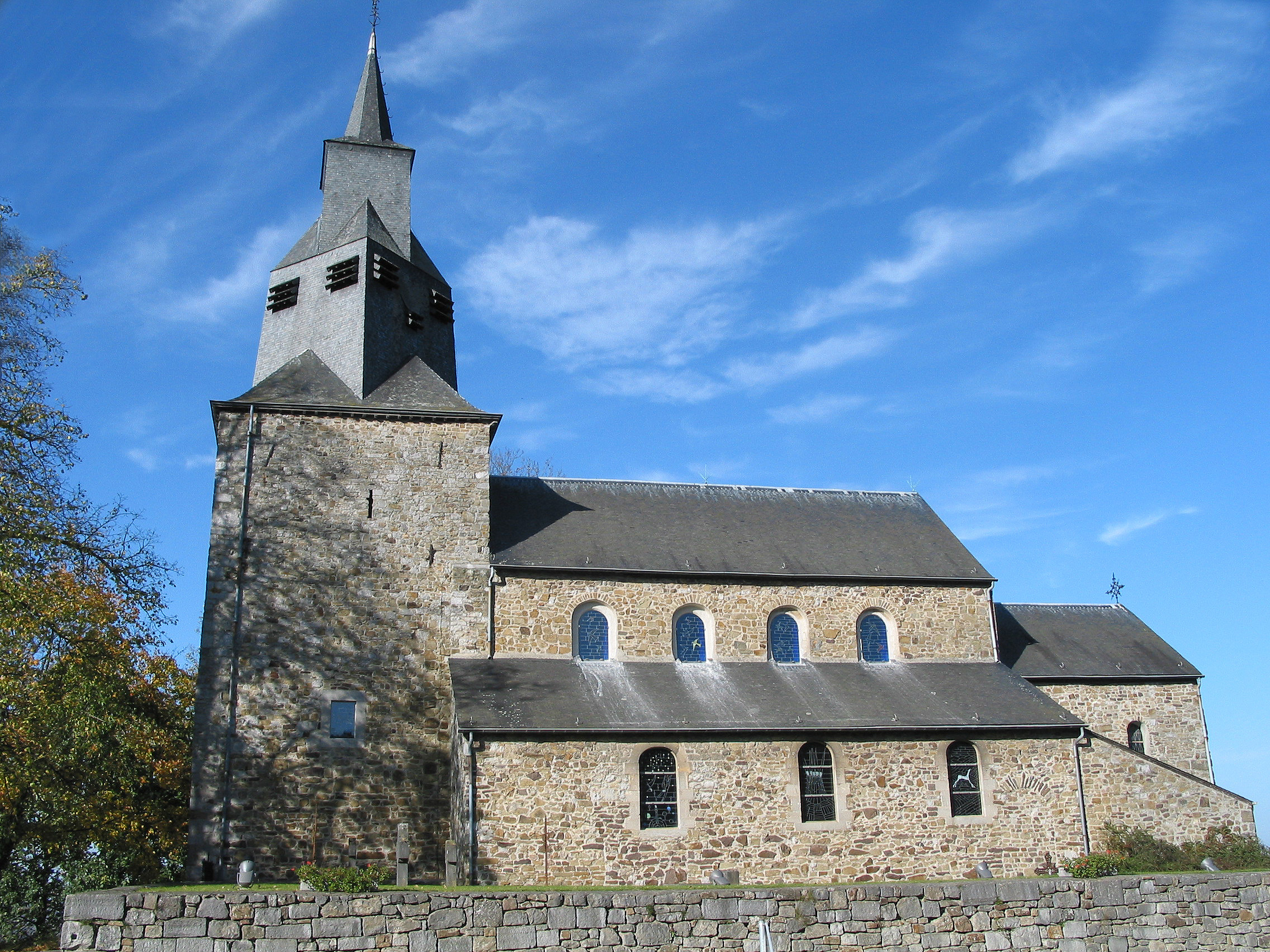
Zijaanzicht aan de zuidkant

Architecturaal is de kerk zowel binnen als buiten van grote soberheid. De grondvorm is basilicaal: een lichtbeuk steekt uit boven twee zijbeuken. De drie schepen worden van elkaar gescheiden door arcaden met rondbogen rustend op massieve pijlers. Het ritme van de arcaden komt niet overeen met dat van de vensters. Een triomfboog vormt de overgang van het middenschip naar het koor met de altaarruimte. Een transept is er niet. Het vierhoekige koor is rechtgesloten en lager dan het middenschip. Vier hoge vensters gevat in blinde arcades maken het tot de architecturaal meest verzorgde ruimte. In de noordoostelijke arcade is een theotheek verwerkt, met een oculus die de gelovigen toeliet van buitenaf het Heilig Sacrament te benaderen. Centraal in de koorafsluiting is er een andere ronde oculus. Het koor heeft twee 19e-eeuwse aanbouwen, op de plaats van de absidiolen die oorspronkelijk de zijbeuken afsloten: de sacristie in het zuiden en de Lejeunekapel in het noorden. 
Het interieur is witgepleisterd en nauwelijks versierd. Vlakke, gestucte plafonds onttrekken het dakgebinte aan het zicht. De dakstoel van het middenschip is dendrochronologisch gedateerd in het eerste decennium van de 13e eeuw. De bedaking bestaat uit leien. Ook de spits van de klokkentoren is er volledig mee bekleed. De vele ten opzichte van elkaar geknikte en gedraaide dakschilden vormen een pittoresk geheel van vier niveaus, dat contrasteert met de sombere eenvoud van de onderbouw. Dikke muren en schietgaten geven dit 12,25 m hoge bouwwerk de allure van een donjon. Toren en kerk zijn volledig opgetrokken uit kalkzandbreuksteen van diverse kleuren. In de oostelijke topgevel zijn driehoekige openingen voorzien, geïnterpreteerd als de vlieggaten van een zeer oude duiventil.

## Kerkschatten
Binnen zijn diverse kerkschatten en religieuze objecten te zien:
- Wijdingssteen herinnerend aan de inwijding door bisschop Dietwin van Luik op 20 juni 1050.[8] De Latijnse inscriptie is epigrafisch interessant. De twee fragmenten van de steen zijn in de 19e eeuw herkend in de vloer (1844) en in een deurlijst (1896).[4]
- Reliekhouder van Sint-Stefanus en andere heiligen (13e-eeuws edelsmeedwerk dat zou geschonken zijn door Henri Costerius).[9][10]
- Gepolychromeerde eikenhouten beelden van de Meester van Waha uit 1510: een Sint-Barbara en een calvarie met de gekruisigde Christus, Maria en Johannes. Van andere 16e-eeuwse sculpturen in de kerk, zoals de Sint-Nicolaas, is de toeschrijving aan de Meester van Waha tentatiever.
- Doopvont die volgens de gotische inscriptie werd geschonken in 1590 door Marie, dochter van Hubert de Hédré.[11] De vier gebeeldhouwde hoofden stellen de rivieren van het Paradijs voor. De basis is modern.
- Siersteen met het wapen van koning Filips II van Spanje, omgeven door een koningskroon, een Bourgondisch kruis en een ketting van het Gulden Vlies.[12] Daaronder de Latijnse inscriptie: PH[ILIPPU]S DEI GRATIA HIS | PZ[=PANARUM] REX DUX LVXE[M]B[URGENSIS]. Onderaan zijn de wapens van het hertogdom Luxemburg en de stad Marche weergeven. Aangenomen wordt dat de steen afkomstig is uit de stadsmuren van Marche, vermoedelijk van de Porte Haute.

## Galerij

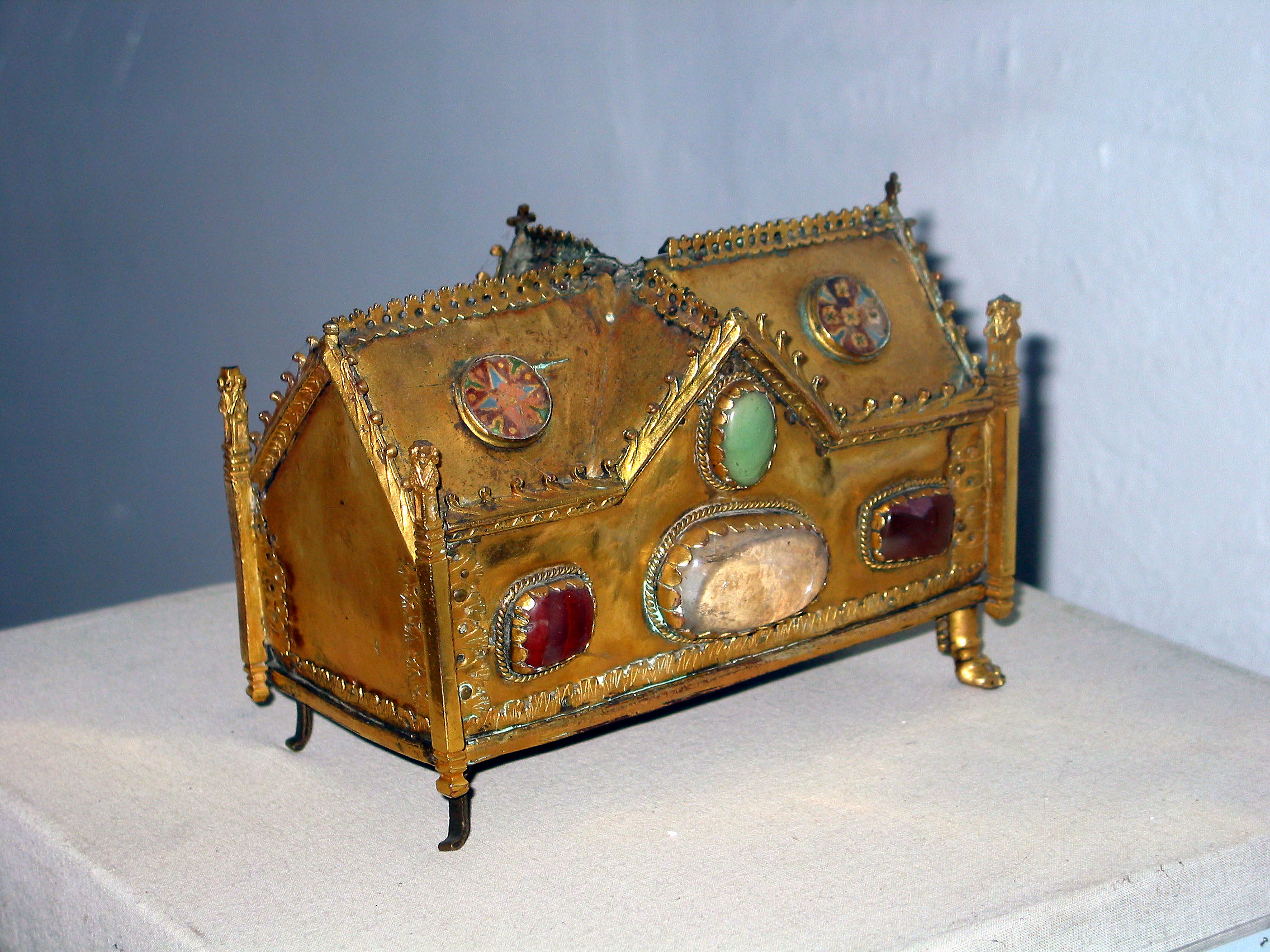
Reliekschrijn
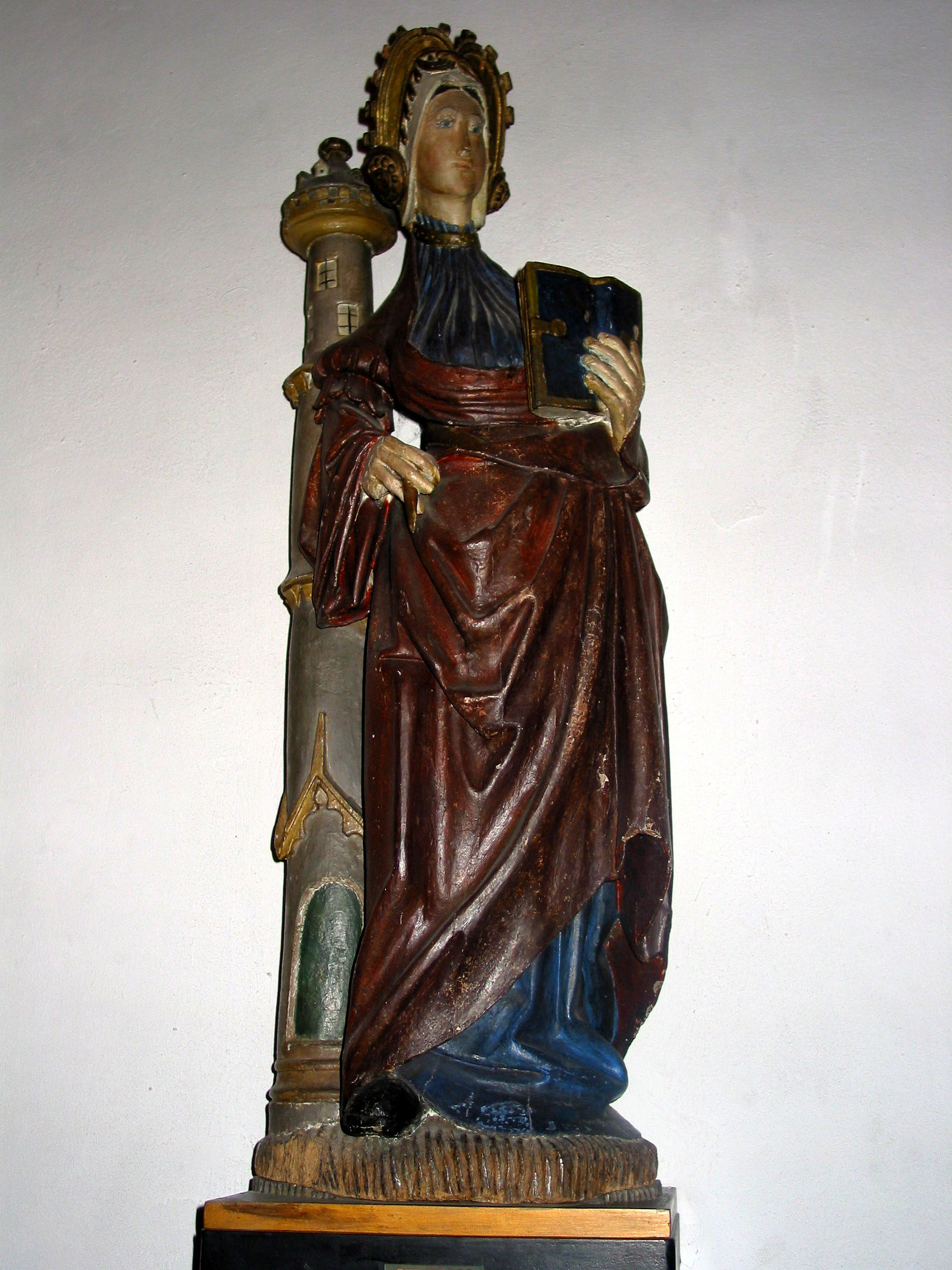
Sint-Barbara
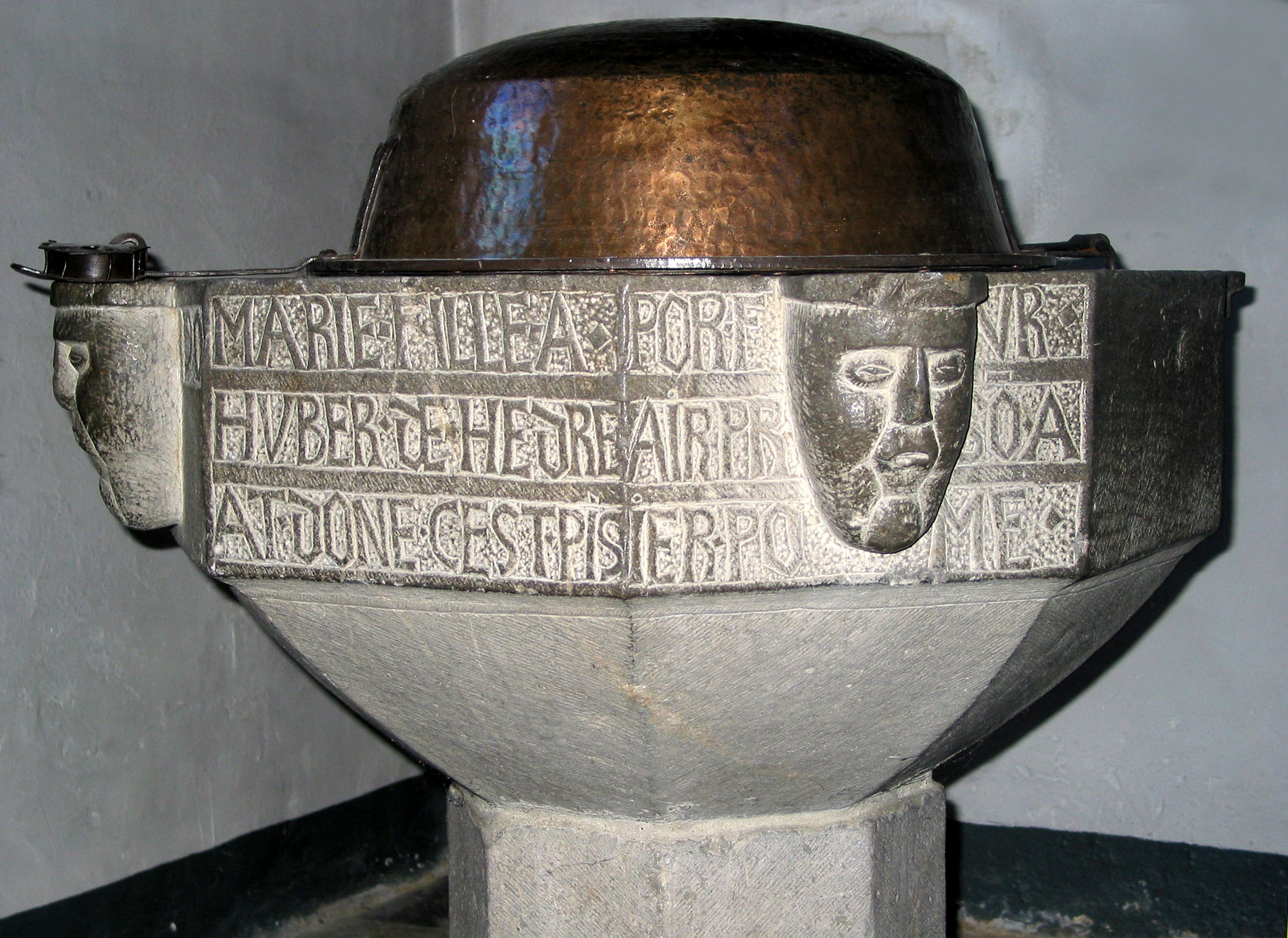
Doopvont
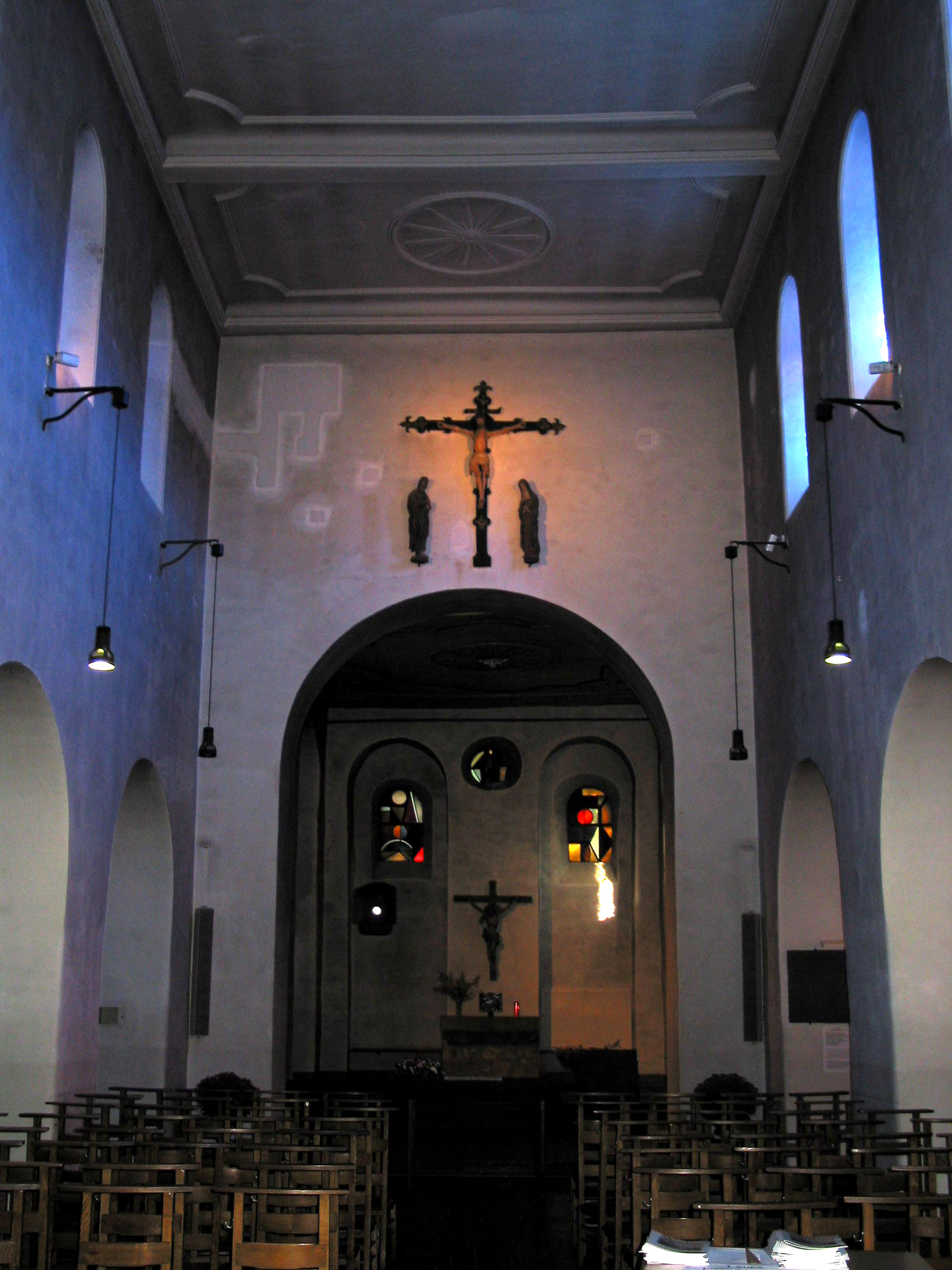
Triomfboog en koor
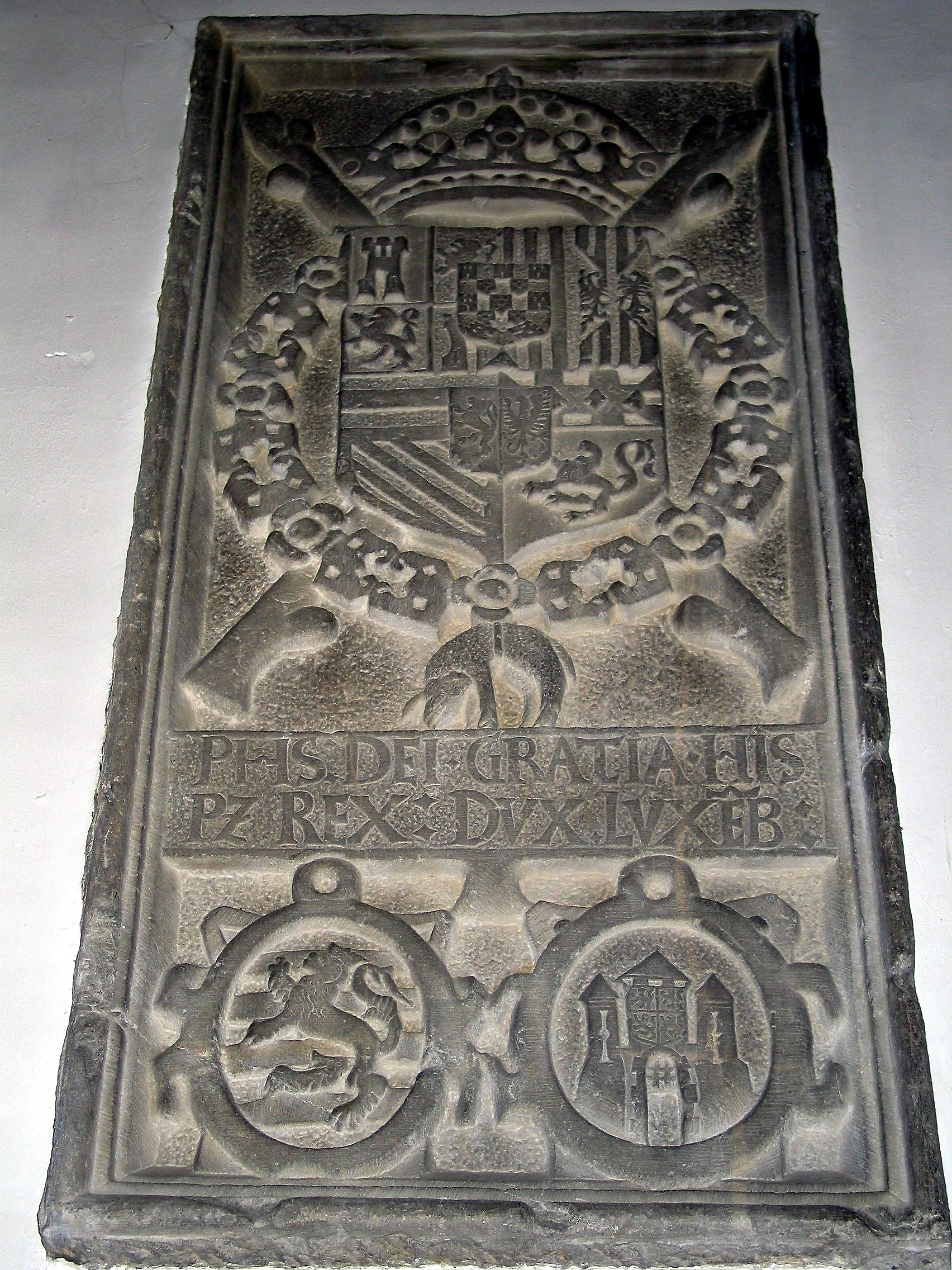
Gedenkplaat Filips II

## Glas-in-loodramen
Bij de restauratie van de kerk werden de drie vensters in de koorafsluiting weer opengemaakt. In 1958 kregen ze brandglasramen met kleurige, geometrische motieven, gemaakt door de glazenier Louis-Marie Londot.
Verder bezit de kerk zestien moderne brandglasramen van de Belgische kunstenaar Jean-Michel Folon. Het was zijn laatste creatie. Hij ontwierp ze in aquarel en liet ze op traditionele wijze uitvoeren door de gespecialiseerde firma Ateliers Loire in Lèves. In 2003 ontstond de eerste reeks van zes ramen voor de grote vensters van de zijbeuken. Ze tonen episodes uit het martelaarsleven van Stefanus, zoals verhaald in de Handelingen van de apostelen en in middeleeuwse legenden:
- Zogen van Stefanus door een witte hinde.
- Verhoor en veroordeling van Stefanus door de rabbijnen (ze dragen punthoeden en stoppen verontwaardigd hun oren dicht wanneer Stefanus hen vertelt dat hij Christus heeft gezien).
- Hulp uit de hemel (een engel en de Heilige Geest, in de vorm van een duif, dalen neer om Stefanus bij te staan in zijn confrontatie met de aanklagers).
- Steniging van Stefanus (wat hij ervoer als zacht neerdalende sneeuwvlokken).
- Brengen van de lauwerkroon door de hand van God.
- Ontdekking (inventio) van het reliek van Stefanus (als martelaar is zijn graf gemarkeerd door een vaas met rode rozen; de graven van zijn zoon Abidas en van Nicodemus hebben witte rozen).

Daarna maakten Folon en Ateliers Loire in 2004-2005 tien kleinere glas-in-loodramen. De acht hoge vensters in de lichtbeuk tonen vogels die hun vleugels uitslaan in een blauwe hemel. De twee andere brandglasramen bevinden zich in het doksaal.

## Voetnoten
1. ↑  Folon illumine Waha, La Libre Belgique, 6 juni 2006
2. ↑  Mertens 1958, p. 25
3. ↑  Dit gotische muurtabernakel met een drielobbige spitsboog zou naargelang de bron uit de 14e dan wel de 16e eeuw dateren. Zie resp.: Tabernacle mural, BALaT (bezocht 14 januari 2025); Mertens 1958, p. 12
4. 1 2  Waha (Marche-en-Famenne), église Saint-Étienne, Corpus architecturae religiosae Europeae (bezocht 15 januari 2025)
5. ↑  Mertens 1958, p. 27
6. ↑  Mertens 1958, p. 11
7. ↑  Mertens 1958, p. 26
8. ↑  Pierre dédicatoire de la consécration le l'église le 20 juin 1050 par l'évêque de Liège Théoduin, BALaT (bezocht 14 januari 2025)
9. ↑  Châsse des saints Etienne, Nicolas de Myre ou de Bari, Jean-Baptiste et des saints Innocents, BALaT (bezocht 14 januari 2025)
10. ↑  Muriel Van Ruymbeke, "Le coffret-reliquaire de l'Eglise Saint-Etienne de Waha" in: J. Dumoulin e.a., Châsses-reliquaires en Wallonie. Premier regard, 2002, p. 15-17
11. ↑  Fonts batismaux, BALaT (bezocht 14 januari 2025)
12. ↑  Blason de Philippe II d'Espagne, du duché de Luxembourg et de la ville de Marche, BALaT (bezocht 14 januari 2025)
13. ↑  Isabelle Lecocq, "Étude des vitraux de l'église" in: Denis Henrotay, Isabelle Lecocq en Philippe Mignot, L'Église Saint-Étienne de Waha, 2013, p. 27
14. ↑  Jean-Michel Folon - WAHA - église St Etienne, Ateliers Loire (bezocht 14 januari 2025)
15. ↑  Isabelle Lecocq, "Étude des vitraux de l'église" in: Denis Henrotay, Isabelle Lecocq en Philippe Mignot, L'Église Saint-Étienne de Waha, 2013, p. 32
16. ↑  Isabelle Lecocq, "Étude des vitraux de l'église" in: Denis Henrotay, Isabelle Lecocq en Philippe Mignot, L'Église Saint-Étienne de Waha, 2013, p. 29

- Koninklijk Instituut voor het Kunstpatrimonium: 10032728
- Monument Wallonië DGO4: 83034-CLT-0013-01